# 紐波特 (佛羅里達州沃庫拉縣)
紐波特（英語：Newport）是位於美國佛羅里達州沃庫拉縣的一個非建制地區。該地的面積和人口皆未知。

## 地理
紐波特的座標為30°12′00″N 84°11′00″W / 30.20000°N 84.18333°W，而該地的平均海拔高度為3米（即10英尺）。